# Prerad Detiček
Prerad Detiček (Zagreb, 13. listopada 1931. – Zagreb, 8. prosinca 2018.), hrvatski rogist i glazbeni pedagog.

## Životopis
Prerad Detiček studirao je rog na Muzičkoj akademiji u Zagrebu u razredu prof. Dragana Gürtla. Diplomirao je - kao prvi kornist u Hrvatskoj - 1959. godine, a zatim se 1961. i 1962. usavršavao kod Jeana Devémya i Luciena Théveta na pariškom Konzervatoriju. 
Bio je član Zagrebačke filharmonije i solist Simfonijskog orkestra RTZ. Za nj se je skladalo više od 30 djela, a napisali su ih ugledni hrvatski skladatelji kao što su Krešimir Baranović, Bruno Bjelinski, Pavle Dešpalj, Anđelko Klobučar, Igor Kuljerić, Rudolf Matz, Stjepan Šulek i ini. Detiček ih je praizveo i snimio te je na taj način obogatio hrvatsku literaturu za rog. Svirao je kao komorni i orkestralni glazbenik u Hrvatskoj i diljem svijeta te kao solist nastupao s renomiranim orkestrima kojima su ravnali poznati dirigenti.
Bio je pedagogom na zagrebačkoj i sarajevskoj Muzičkoj akademiji. U Zagrebu je bio pročelnikom Odsjeka za duhače te prodekanom i dekanom. Čestim je bio članom ocjenjivačkih sudova na raznim glazbenim natjecanjima. Organizator je glazbenih događanja i redaktor notnih izdanja.
Njegovi učenici nagrađivani su glazbenici na natjecanjima diljem svijeta, najpoznatiji među njima je zasigurno Radovan Vlatković.
Počasni je član i predsjednik Hrvatskog društva glazbenih umjetnika i Hrvatskog društva kornista.

## Nagrade
- Nagrada Milka Trnina
- Nagrada Grada Zagreba
- Red Danice hrvatske s likom Marka Marulića

## Vanjske poveznice
- Hrvatsko društvo glazbenih umjetnika: Prerad Detiček  Arhivirana inačica izvorne stranice od 4. veljače 2012. (Wayback Machine) (životopis)
- Discogs: Prerad Detiček (diskografija)
- Hrvatsko društvo kornista  Arhivirana inačica izvorne stranice od 13. ožujka 2016. (Wayback Machine)